# Alberico Motta
Alberico Motta (Monza, 6 ottobre 1937 – Villasanta, 23 maggio 2019) è stato un fumettista e illustratore italiano noto per essere stato uno dei principali autori di storie a fumetti di molti personaggi umoristici italiani editi dalle Edizioni Bianconi come Geppo, Chico, Nonna Abelarda e dell'edizione italiana di Braccio di Ferro e di Tom & Jerry e autore della serie a fumetti Big Robot, ricordata come il primo esempio di manga italiano.italiano.7

## Biografia
Quando ha tredici anni si reca alle Edizioni Alpe di Milano proponendo una sua cartella di lavori al proprietario, Giuseppe Caregaro, il quale gli impartisce consigli. Nel 1952 venne assunto part time alla Editrice Dardo come redattore grafico alternando il lavoro agli studi come perito industriale; qui completa le tavole degli altri autori e si occupa anche di impaginazione e realizzazione di inserti pubblicitari e titoli.
L'esordio come autore avviene nel 1954 quando pubblica illustrazioni sul quindicinale per bambini Cri-Cri; realizza anche copertine a colori de Il Grande Blek e della rivista di racconti western El Coyote;  inoltre crea anche personaggi come Paquito e Lala e quelli della versione a fumetti di Stanlio e Ollio; in seguito, nel 1956, disegna storie a fumetti di Chicchirichì alternandosi con Sandro Angiolini; lo stesso anno inizia a collaborare con le Edizioni Alpe disegnando storie di Cucciolo e Tiramolla; qui conosce Giorgio Rebuffi e Umberto Manfrin.
Successivamente collabora con la casa editrice di Renato Bianconi, e con Pierluigi Sangalli realizza la testata dedicata al personaggio di Geppo sulla quale pubblica storie riempitive di sua creazione. Dal 1976 al 1980 scrive e disegna anche storie a fumetti di Nonna Abelarda, Tom & Jerry, Felix, Chico, Pinocchio e crea il personaggio di Big Robot; quest'ultima è il primo fumetto realizzato interamente dall'autore che ne scrisse e ne disegnò le storie e venne edita per 12 numeri fino al 1981 e, anche se di durata breve, è rimasta nota per essere stata la prima a riprendere lo stile dei manga giapponesi che andavano molto di moda negli anni ottanta. Collabora anche con l'estero disegnando storie di Fix & Foxy. Finita la collaborazione con le Edizioni Bianconi, nel 1981 inizia a collaborare con la Mondadori realizzando storie a fumetti con i personaggi Disney come Topolino e Paperino e realizzando i primi sperimenti di colorazione al computer. Nel 1991 realizza anche, insieme ai figli Dario e Valeria, il primo fumetto digitale della Disney. Per la Mondadori disegnerà fino al 1992 circa settanta storie. Nel 1992 abbandona l’editoria per dedicarsi alla grafica pubblicitaria come art director in un'agenzia pubblicitaria dedicandosi allo studio della tecnica digitale nell'illustrazione; fonda la "View Point" con i suoi due, divenendo precursori nell'uso del computer nell'editoria realizzando la rivista di enigmistica Punto Quiz a colori, completamente in digitale. La società entrò poi nel campo della pubblicità e della comunicazione, realizzando campagne e cataloghi dei prodotti.